# Андора
Андора (кат. Andorra), званично Кнежевина Андора (кат. Principat d'Andorra), је мала кнежевина без излаза на море у југозападној Европи, смештена у источним Пиринејима и граничи се са Француском и Шпанијом. Некада је била изолована, а данас је просперитетна државица, углавном захваљујући туризму и ниским порезима.
Главни град Андоре је Андора ла Веља са 20.437 становника, а највиши је главни град у Европи, лежи на висини од 1.023 m изнад нивоа мора. Од осталих градова са преко 8.000 становника издвајају се Лес Ескалдес, Енкамп и Сент Ђулија де Лорија.
Андора је шеста најмања нација у Европи, која има површину од 468 km² и са популацијом од око 85.000. Службени језик је каталонски, врло често се користе шпански, француски и португалски језик. Није чланица Европске уније, али је евро званична валута. Од 1993. је чланица Уједињених нација.

## Географија

### Положај
Андора је малена континентална државa на Пиринејском полуострву у југозападној Европи. Смештена је између Француске на северу и Шпаније на југу у области источних Пиринеја и са површином од свега 468 km² међу најмањим је европским државама и једна је од 6 такозваних микродржава у Европи.

### Геологија и рељеф
С обзиром да је смештена на планинском масиву источних Пиринеја, рељеф Андоре се углавном састоји од планина просечне висине 1.997 m, док је највиши врх Кома педроза (Coma Pedrosa) на 2.946 m. Планине су раздвојене трима уским долинама у облику слова Y, које се сустичу у једној долини која даље прати главни ток, тј. реку Валира на њеном путу према Шпанији (на најнижој тачки Андоре, на свега 870 m надморске висине.

### Воде
Река Валира је уједно и главни и највећи водоток у земљи (дужина тока око 44 km). Настаје од Северне и Источне Валире које се састају недалеко од главног града земље Андоре ла Веље.

### Клима
Клима Андоре је врло слична климатским приликама њених суседа, с тим што висока надморска висина значи и више снежних падавина зими и нешто свежија лета.
У вишим планинским подручјима преовладава оштра планинска клима, док је клима у долинама нешто умеренија. Због изразито велике надморске висине количина падавина је изразито висока и креће се и до 2.000 mm на годишњем нивоу. Снежни покривач у току зимског дела године је изразито висок што се позитивно одражава на зимску туристичку сезону. Надморска висина је главни разлог и великог броја сунчаних сати (300 дана годишње је без облака).

### Флора и фауна
У фитогеографском смислу Андора је део циркумбореалне области холарктичког флористичког царства. Држава лежи у зони пиринејских четинарских и мешовитих шума.
Највеће еколошке проблеме на територији Андоре изазивају клизишта и снежне лавине, док опасност од снажнијих земљотреса не постоји (максималне до сада забележене јачине трусова износиле су до 2° рихтера).

## Историја
Према једној легенди, Карло Велики је повељом доделио земљу Андорцима како би наградио њихову борбу против Мавара. Контрола над територијом прешла је у руке грофа од Урхела, потом су се о њој заједнички старали бискуп од Урхела и породица Кабое коју су наследили грофови покрајине Фоа. Два владаоца (један световни и други црквени) често су се сукобљавали око права првенства над долином.
Године 1278, конфликт је разрешен успостављањем подељеног суверенитета над Андором између француског грофа покрајине Фоа (касније, шефа француске државе) и бискупа Урхела из шпанске регије Каталоније. То је учврстило територију ове мале кнежевине.
У периоду између 1812. и 1814, француско царство анексирало је Каталонију и поделило је на четири департмана. Андора је такође припојена и ушла је у састав једног од департмана.
Дана 6. јула 1934. Рус Борис Скосирев се прогласио кнезом Андоре. Осам дана касније, 14. јула шпанска војна полиција је ушла у Андору и ухапсила га.
Између јула 1936. и јуна 1940, један француски војни одред је упућен у Андору како би спречио погубан утицај Шпанског грађанског рата и Франкове Шпаније. Јун 1940. је месец капитулације Француске у Другом светском рату.
Дана 25. септембра 1939. Андора је била приморана да потпише мировни споразум са Немачком јер никада пре тога није ратификовала Версајски мировни уговор, што ју је, у чисто правном погледу, оставило у рату са Немачком. Државица је успела да очува неутралност током целог Другог светског рата.
Узевши у обзир њену релативну изолованост, Андора је остала на маргини европске историје, са покојим везама са Француском и Шпанијом. Па ипак, у новије време њен туризам бележи успех, баш као што су развој саобраћаја и телекомуникација извукли земљу из изолације. Њен политички систем је осетно модернизован 1993.

## Политика
Андора је по организацији парламентарна кнежевина, чији су су кнежеви председник Француске и бискуп Урхела из Шпаније. Премијер Андоре је шеф владе, која има извршну власт. Законодавна власт је у рукама и парламента и владе. Судство је независно од ове две гране власти. Модерни андорски устав је усвојен референдумом 14. марта 1993.
Председник Владе Андоре је Антони Марти из партије Демократе Андоре.

## Привреда
Туризам је главна андорска привредна активност која носи око 80% укупног БДП-а. Годишње државу посети око 10 милиона туриста, који су привучени богатом зимском и летњом понудом, те беспорезним производима.
Банкарски сектор, са статусом порезног раја, такође значајно доприноси укупној привреди. Пољопривреда је прилично ограничена, будући да је само 2% земљишта државе обрадиво и храна се већином увози. Главна сточарска активност је овчарство. Производе се већином цигарете.
Андора није пуноправни члан Европске уније, али са њом има посебне односе. Третира се као њена чланица у производњи добара, али се тако не третира у пољопривредној производњи. Будући да Андора нема сопствену валуту, користи валуту суседних земаља. До 1999. године у употреби су били француски франак и шпанска пезета, који су замењени евром. За разлику од других малих европских држава, Андора нема властите кованице, те су у фази преговори са ЕУ о производњи андорских кованица. Андорски природни ресурси су: хидроенергија, минерална вода, дрво, руда и олово.

## Саобраћај
Андора је једна од најмањих земаља у свету. Ова државица је на великој надморској висини и изразитог планинског рељефа, па су услови за развој саобраћаја изузетно сложени. Међутим, развојем земље протеклих деценија саобраћај у земљи је знатно унапређен и изолованост земље је смањена на најмању могућу меру. Саобраћај Андоре тесно повезан са саобраћајем у Француској и саобраћајем у Шпанији, које је окружују.
Железничка мрежа у Андори не постоји, а најближе станице налазе се у суседном делу Француске. Постоје планови за изградњу посебне врсте „висећег метроа“ у Андора ла Вељи изнад реке.
Укупна дужина путева у Андори је 269 km, од чега 198 km са савременом тврдом подлогом. Ауто-путева нема. Главни путни правац је правац који води из долине реке Валире (где је смештена већина насеља) до Француске на северу преко превоја Елвира.
Поштански саобраћај у Андори је јединствен у свету по томе што Кнежевина Андора нема свог оператера поштанског саобраћаја већ то обављају њена два велика суседа Француска и Шпанија. Ово је наслеђено после вековне de facto контроле ове две државе над Андором. Француска пошта (фр. La Poste) и Шпанска пошта (шп. Correos) функционишу паралелно, француски поштански сандучићи су жуте боје, а шпански црвене.
Обе поште издају посебне поштанске марке за Андору. Поштанске марке из Француске односно Шпаније нису важеће у Андори.
Андора, као високопланинска и континентална држава нема пловних вода. Најближа велика морска лука је Барселона.
Гасоводи и нафтоводи
- Гасовод: нема
- Нафтовод: нема

Ваздушни транспорт
Андора нема аеродрома, а најближи аеродроми су у Тулузу (Француска) и Барселони (Шпанија).

## Спољни односи, одбрана и безбедност
Андора нема своје оружане снаге, иако постоји мала церемонијална војска. Одговорност за одбрану нације је првенствено на Француској и Шпанији. Међутим, у случају ванредних ситуација или природних катастрофа, позива се Сометент (аларм) и сви војно способни мушкарци између 21 и 60 година андорске националности морају служити. Због тога би сви Андоранци, а посебно старешина сваке куће (обично најстарији радно способни мушкарац у кући) по закону требало да држе пушку, иако закон такође каже да ће полиција понудити ватрено оружје у случају потребе. Андора је пуноправна чланица Уједињених нација (УН), Организације за европску безбедност и сарадњу (ОЕБС) и има посебан споразум са Европском унијом (ЕУ). Након што је устав ратификован, Андора ће касније успоставити дипломатске односе са својим главним савезницима, осим са суседима Француском и Шпанијом, као што су Уједињено Краљевство 1994. и Сједињене Државе 1995. Такође има статус посматрача у Светској трговинској организацији (СТО). Дана 16. октобра 2020, Андора је постала 190. чланица Међународног монетарног фонда (ММФ), током пандемије KOВИД-19 .

### Војска
Андора има малу војску, која је историјски подизана или реконституисана у различитим датумима, али никада у модерним временима није представљала сталну војску. Основни принцип одбране Андоре је да су сви војно способни мушкарци доступни за борбу ако их позове Сометент (организација цивилне одбране Андоре, коју чине главе домаћинства). Сометент се ретко користио против француских "лутеранских" напада током касног 16. века. Пошто је земља без излаза на море , Андора нема морнарицу.
Пре Првог светског рата , Андора је имала оружану милицију од око 600 милицајаца са скраћеним радним временом под надзором капетана (Цапита или Цап де Сометент) и поручника (Десенер или Ллоцтинент дел Цапита). Ово тело није било одговорно за службу ван кнежевине и њиме су командовала два службеника (вегуерс) које су именовали Француска и бискуп Ургела.
У модерној ери, војска се састојала од веома малог тела добровољаца спремних да преузму церемонијалне дужности . Униформе и оружје преносили су се с генерације на генерацију унутар породица и заједница.
Улога војске у унутрашњој безбедности у великој мери је преузета формирањем полицијског корпуса Андоре 1931. Кратак грађански неред у вези са изборима 1933. довео је до тражења помоћи од француске Националне жандармерије са одредом који је живео у Андора два месеца под командом Рене-Јулес Бауларда. Андорска полиција је реформисана следеће године, са једанаест војника именованих на надзорне улоге. Снаге су се састојале од шест десетара , по једног за сваку парохију (иако тренутно има седам парохија, било их је само шест до 1978. године), плус четири млађа штабна официра за координацију акција, и командант са чином мајора. Шест десетара, сваки у својој парохији, била је одговорна да могу да подигну борбену снагу међу војно способним мушкарцима жупе.
Једини стални део данашњег Сометента је церемонијална јединица од дванаест људи. Међутим, сви војно способни мушкарци су технички доступни за војну службу ,  уз услов да свака породица има приступ ватреном оружју. Оружје у области као што је сачмарица по домаћинству није регулисано; међутим, за далекометно оружје као што су пиштољи и пушке потребна је дозвола.  Војска се није борила више од 700 година, а њена главна одговорност је представљање заставе Андоре на званичним церемонијалним функцијама.  Према Марку Форнеу Молнеу , војни буџет Андоре је искључиво од добровољних донација и доступности добровољаца са пуним радним временом.
У новије време постојао је само општи хитан позив народној војсци Сометента током поплава 1982. у каталонским Пиринејима  где је страдало 12 грађана у Андори, да помогне становништву и успостави јавни ред заједно са Локалне полицијске јединице.

#### Полицијски корпус
Андора има мале, али модерне и добро опремљене унутрашње полицијске снаге, са око 240 полицајаца уз подршку цивилних помоћника. Главне услуге које пружа корпус су униформисана полиција у заједници, откривање криминала, контрола граница и саобраћајна полиција. Постоје и мале специјалистичке јединице укључујући полицијске псе, горску спасилачку службу и тим за уклањање бомби.

#### ГИПА
Група д'Интервенцио Полициа д'Андорра (ГИПА) је мали одред специјалних снага обучен за борбу против тероризма и задатке враћања талаца . Иако је по стилу најближи активној војној сили , део је полицијског корпуса , а не војске. Како су терористичке и талачке ситуације ретка претња по земљу, ГИПА се обично додељује дужностима пратње затвореника, а у другим случајевима и рутинској полицији.

#### Ватрогасна бригада
Андорска ватрогасна бригада, са седиштем у Санта Коломи , ради из четири модерне ватрогасне станице, и има особље од око 120 ватрогасаца. Служба је опремљена са 16 тешких апарата (ватрогасна возила, окретне мердевине и специјална возила са погоном на сва четири точка), четири лака помоћна возила (аутомобили и комбији) и четири возила хитне помоћи.
Историјски гледано, породице шест древних жупа Андоре одржавале су локалне аранжмане да помажу једна другој у гашењу пожара. Прва ватрогасна пумпа коју је купила влада набављена је 1943. Озбиљни пожари који су трајали два дана у децембру 1959. довели су до позива за сталну ватрогасну службу, а Андорска ватрогасна бригада је формирана 21. априла 1961.
Ватрогасна служба има пуно радно време са пет ватрогасних екипа на дежурству у било ком тренутку: две у седишту бригаде у Санта Коломи и по једна у свакој од преостале три ватрогасне станице.

## Становништво
Андорци су мањина у својој земљи, само 33% популације је андорске националности. Највеће остале етничке групе су: Шпанци (43%), Португалци (11%) и Французи (7%). Осталих 6% популације су других, разних националности. Најраширенија религија је католицизам. Писменост је 100%. Око 50% школа су француске, а 50% андорске и шпанске, док свима управљају андорске власти. У држави постоје две средње школе и један факултет.
Националност
Већина становништва Андоре се изјашњава као Андорци (Андорци су поријеклом Каталонци) и Шпанци. Етничка структура према националности:
- Шпанци (43%)
- Андорци — Каталонци (33%)
- Португалци (11%)
- Французи (7%)
- Арапи (3%)
- остали (3%)

Религија
У Андори, највише становника припада римокатоличкој цркви. Подаци о религији:
- римокатолици (90%)
- остали хришћани (4%)
- вјерници других религија (1%)
- становништво без религије (5%)

Језици
У Андори се највише говоре каталонски и шпански језик.
Структура становништва према матерњем језику:
- каталонски (38,8%)
- шпански (35,4%)
- португалски (15%)
- француски (5,4%)
- Остали (5,5%)

## Највећи градови
|     | Насеље                | Број становника (2010) | Парохија              |
| --- | --------------------- | ---------------------- | --------------------- |
| 1.  | Андора ла Веља        | 20.526                 | Андора ла Веља        |
| 2.  | Лес Ескалдес          | 16.920                 | Ескалдес-Енгордани    |
| 3.  | Енкамп                | 8830                   | Енкамп                |
| 4.  | Сент Ђулија де Лорија | 8101                   | Сент Ђулија де Лорија |
| 5.  | Ла Масана             | 5067                   | Ла Масана             |
| 6.  | Пас де ла Каса        | 3063                   | Енкамп                |
| 7.  | Санта Колома          | 2979                   | Андора ла Веља        |
| 8.  | Ордино                | 2809                   | Ордино                |
| 9.  | Канило                | 2274                   | Канило                |
| 10. | Аринсал               | 1655                   | Ла Масана             |
| 11. | Ел Тартер             | 1527                   | Канило                |
| 12. | Вила                  | 1260                   | Енкамп                |
| 13. | Лес Бонс              | 1204                   | Енкамп                |
| 14. | Сиспони               | 1037                   | Ла Масана             |

## Административна подела
Андора се састоји од седам заједница које се зову парохије (кат. parròquies). Традиционално је постојало шест парохија, али је 1978. уведена и парохија Ескалдес-Енгордани.
Неке парохије имају даљу поделу. Ордино, Ла Масана и Сент Ђулија де Лорија се деле на квартове а Канило је подељен на 10 насеља. Ове поделе се поклапају са поделом на села од којих се састоје.
Свака парохија бира свог градоначелника који се налази на челу локалне владе која се зове кому (кат. comú).

## Државни симболи
Застава Андоре званично је усвојена 1866. године. Застава се састоји од три вертикална једнака поља (од јарбола) плаве (azure), жуте (or) и црвене (gules) боје, са грбом Андоре на жутом пољу. Размера заставе је 7:10.
Грб Андоре постоји већ вековима, а познат је по томе што наводно крши правило боје у хералдици (метал не сем на метал — горњи леви део грба).
У оваквом облику грб је званичан од 1969. године.
Испод штита налази се мото Андоре — Уједињена врлина је јача.

## Култура
Иако је једини службени језик каталонски, врло често се користе шпански, француски и португалски језик.
Андора има врло богати фолклор и мноштво народних прича, чији корени сежу чак и из Андалузије и Холандије. Андора је врло важна у каталонској култури, будући да су изворни Андорци, Каталонци, представља важно каталонско културно средиште.
Познати каталонски писци су Мишел Газијер и Рамон Вилер, они су Андорци.
Андорски изворни фолклорни плесови су контрапас и маратка, који су се највише одржали у Сент Ђулији де Лорији. Андорска музика је под утицајем суседних земаља, али је у основи каталонска, што се види уз паралелно извођење плесова као Сардана.

## Светска баштина у Андори
Мадрију-Кларор-Перафита је глечерска долина на југоистоку Андоре. Има површину од 42,47 km², што је око 9% укупне површине Андоре, и део је другог по величини водног развођа у Андори. Ова изолована долина је рај за ретке и угрожене врсте, а однедавно се сматра „духовним срцем“ Андоре. То је прво, и за сада једино место, Унескове светске баштине Андоре, стављено на листу 2004. године.
Долина је глечерски предео, с пашњацима, стеновитим литицама, и дубоким шумовитим удолинама. Планински висови је окружују с југа, истока и запада, западни део се граничи са Шпанијом, а на северу је велика стрмина која се спушта у долину реке Валира. Одсечена је од остатка Андоре и до ње се може доћи само пешачком стазом. Насеља, терасаста поља, стазе и остаци обраде гвожђа сведоче како су природна богатства високих Пиринеја коришћена више од 700. година, уз климатске промене, економски развој и промене друштвених односа.

## Спорт
Спортисти из Андоре до сада нису освојили ни једну олимпијску медаљу. Олимпијски комитет Андоре је основан 1976. године а исте године је признат од стране МОКа. Спортисти Андоре се традиционално такмиче у пливању, атлетици, стрељаштву и гимнастици.
Фудбалска репрезентација Андоре је национални тим Андоре под управом Фудбалског савеза Андоре. Андора је веома „млада“ држава у међународном фудбалу. Репрезентација постоји нешто више од 20 година (1996).
Први тим је састављен од аматера. До сада су забележили три победе, све код куће. Две победе у пријатељским утакмицама од 2:0, против Фудбалске репрезентације Белорусије 26. априла 2000. (прву победу у историји), те у репрезентације Албаније 17. априла 2002. Једину победу у квалификацијама за Светско првенство 2006. постигла је 13. октобра 2004. против репрезентације Македоније (1—0).
У Квалификацијама за Светско првенство у фудбалу 2006. су добили више црвених и жутих картона него било који други тим.

## Празници
- 1. јануар — Нова година.
- 14. март — Дан Устава, државни празник.[33]
- 8. септембар — празник девице Меричел.
- 25. децембар — Божић.